# Ezinqoleni
Ezinqoleni (officieel Ezinqoleni Local Municipality) is een gemeente in het Zuid-Afrikaanse district Ugu.
Ezinqoleni ligt in de provincie KwaZoeloe-Natal en telt 52.540 inwoners.

## Hoofdplaatsen
Het nationaal instituut voor de statistiek, Stats SA, deelt sinds de census 2011 deze gemeente in in 30 zogenaamde hoofdplaatsen (main place):
Bandlane • Blose • Dlovinga • Enkulu • Entaba • Ezingoleni NU • Godloza • Hlomendlini • Izingolweni • KwaMshiwa • KwaNyuswa • KwaShoba • Mahlabathini • Mahlubini • Mbeni • Mdlazi • Mlozane • Mtamvuna • Mthimude • Ndunu • Ngcawusheni • Nikwe • Nqalweni • Oribi Gorge • Qinisela Manyuswa • Shobashobane • Thembeni • Thistles • Tonjeni • Wosiyane.